# معركة فحص الجلاب
معركة فحص الجلاب يوم الخميس 15 تشرين الأول 1165 الموافق 7 ذو الحجة 560 بين الموحدين وملك طائفة مرسية ابن مردنيش، إثر غزو الموحدين للأندلس لإنهاء حالة الصراع بين ملوك الطوائف.
شن جيش الموحدين بقيادة أبي حفص عمر وأبي سعيد عثمان، شقيقي الخليفة أبي يعقوب يوسف، هجومًا على ابن مردانيش في صيف عام 1165. استولوا على أندوجر في سبتمبر، وهاجموا غادرة وقرباكة وبسطة جبل شقورة، ثم استولوا على كويار وبلش الحسناء عند اقترابهم من مرسية.
استدعى ابن مردنيش جيشًا عامًا وطلب المساعدة من المسيحيين من مملكة قشتالة لتعزيز جيشه الدائم بالمرتزقة. كانت جيوش الموحدين تتكون من البربر والعرب. كان النواة تتكون من بربر تنمل. وجاء آخرون من قبائل الهرجا والهنتاتة. وتم جلب التعزيزات العربية، ومعظمها من عشائر الرياح والأثباج والزغبة من بني هلال، من مراكش في تموز، وقد أخلصوا قوتهم للموحدين.
خرج ابن مردانيش للدفاع عن لورقة، وقابله قوة من الموحدين تتقدم من قلعة فيليز [الإنجليزية]. وقعت المعركة على بعد 10 ميل (16 كـم) جنوب مرسية، بالقرب من الحمة في مكان يسمى فحص الجلاب (حقل التاجر)، في وادي قودنة. وهُزم ابن مردانيش ورجاله. لجأ الملك إلى المدينة بينما نهب المنتصرون الريف. لم يكن الموحدون قادرين على تهديد المدينة المسورة بشكل جدي. وأُرسلت رسائل تعلن النصر إلى إشبيلية ومراكش، ووصلت الأخيرة في 31 تشرين الأول. وفي الرسائل، تمت مقارنة المعركة بمعركة ذي قار، عندما هزم العرب الفرس في الفترة التي سبقت الإسلام.
وبعد المعركة، ذهب أبو سعيد عثمان إلى قرطبة، بينما أخذ أبو حفص عمر معظم الجيش إلى مراكش، حيث كافأ الخليفة كل جندي بعمامة وعباءة وقطعة من الكتان، وكل فارس بعشرين دينارًا ذهبيًا، وكل قائد من قادة الجيوش الموحدية والعربية بمائة دينار ذهبي. وسُجلت أسماء الجميع.
على الرغم من أن بعض المسيحيين شاركوا إلى جانب مرسية، إلا أن المعركة معروفة فقط من المصادر الإسلامية. ومن تلك الروايات التي وصفت المعركة كتاب بيان ابن عذاري، ومن ابن صاحب الصلاة، وتكملة ابن الأبّار وزاد صفوان بن إدريس، ومعجب المراكشي ، ووفي الصفدي، وأنيس ابن أبي زرع، وكامل ابن الأثير، وإحاطة ابن الخطيب، ونفح المقري.

## ملحوظات
1. ↑  تُنطق فحص الجَلَّاب وفحص الجُلَّاب.[2]
2. ↑  كان أبو سعيد عثمان واليًا على إشبيلية.[2]

## الأعمال المذكورة
- Alubudi، Jasim (1993–1994). "Dos viajes inéditos de Ṣafwān b. Idrīs". Sharq Al-Andalus. 10–11: 211–243. مؤرشف من الأصل في 2025-01-20.
- Buresi، Pascal؛ El Aallaoui، Hicham (2013). Governing the Empire: Provincial Administration in the Almohad Caliphate (1224-1269). Brill.
- González Cavero، Ignacio (2007). "Una revisión de la figura de Ibn Mardanish: su alianza con el reino de Castilla y la oposición frente a los almohades". Miscelánea Medieval Murciana. ج. 31: 95–110. مؤرشف من الأصل في 2025-03-07.
- Kennedy، Hugh (1996). Muslim Spain and Portugal: A Political History of al-Andalus. Routledge.
- Vallvé Bermejo، Joaquín (1972). "La división territorial en la España musulmana (II): la cora de "Tudmīr" (Murcia)". Al-Andalus. ج. 37 ع. 1: 145–193.